# Verzorgingsplaats Langveld
Verzorgingsplaats Langveld is een Nederlandse verzorgingsplaats die ligt aan de A76 Aken-Geleen tussen de Duitse grens en afrit 7, nabij Bocholtz in de gemeente Heerlen.
Bij de verzorgingsplaats ligt een tankstation van Esso en een vestiging van Subway. Voorheen was er een restaurant van achtereenvolgens AC Restaurants en A-Wok.
Aan de andere kant van de snelweg ligt verzorgingsplaats Tienbaan.
Richting Aken: Tienbaan
Richting Brussel: Langveld